# Atacamita
La atacamita es un mineral del grupo de los halogenuros. Químicamente es un hidroxicloruro de cobre de un color verde muy característico. Tiene un polimorfo en la botallackita, mineral de igual fórmula química pero que cristaliza en el sistema monoclínico.
Se encontró por primera vez en el desierto de Atacama, al norte de Chile, y fue descrita inicialmente en una memorias de la Académie Royale des Sciences, Examen d'un sable vert cuivreux du Pérou, por el duque de la Rochefoucault, Baumé y de Fourcroy en 1786. La descripción de D. Gallitzen de 1801 es la que es referencia y que dio nombre a este mineral; el nombre fue inspirado por el topotipo.

## Ambiente de formación
La atacamita es un mineral raro, pues las condiciones de formación son muy particulares, se forma a partir de otros minerales de cobre primarios -sulfuros generalmente- por oxidación de la pátina superficial en un clima árido desértico.
También se puede formar por sublimación en las exhalaciones volcánicas.

## Localización y extracción
Se encuentran grandes cristales bien formados en Wallaroo (Australia). En las regiones de Iquique , Antofagasta y Atacama de Chile suele encontrarse en forma de grandes agregados, aparte de ser frecuente en muchas otras partes del mundo. En Italia se encuentra asociado a las lavas del Vesubio.
Este mineral de Cobre se encuentra en grandes yacimientos junto con otras especies de cobre, principalmente la Crisocola. Se explota exitosamente en diversas plantas hidrometalúrgicas de Chile, vigentes al 2012, como Mantos de la Luna, Mantos Blancos, Cenizas, etc. Todos estos yacimientos se ubican cerca de las costas de Chile.
Antiguamente se explotaba comercialmente, por su enorme poder absorbente, como polvo para secar la tinta, con la que se escribía a pluma, para lo que se importaba desde Chile.